# Johann Redl
Johann Redl (* 16. Oktober 1832 in Steyr; † 2. August 1902 ebenda) war ein österreichischer Politiker.
Johann Redl war Malermeister. Er war Mitbegründer und ab 1888 Präsident der Pfandleihanstalt Steyr. Politisch betätigte er sich in der Deutschnationalen Bewegung. Ab 1876 war er Gemeinderat in Steyr, von 1891 bis 1894 Vizebürgermeister und von 1894 bis 1902 Bürgermeister von Steyr. Besondere Anliegen waren ihm die Ordnung der Gemeindefinanzen und die Armenpflege. Ab 1901 war er im Direktorium der Sparkasse Steyr. Von 1901 bis 1902 war er Reichsratsabgeordneter.